# Hagia Sofias runinskrifter
Två runinskrifter är kända från Hagia Sofias balustrader. De antas av forskningen vara ristade av väringagardet i Konstantinopel (dagens Istanbul) någon gång under 1000-talet, som ett slags dåtida "klotter". 

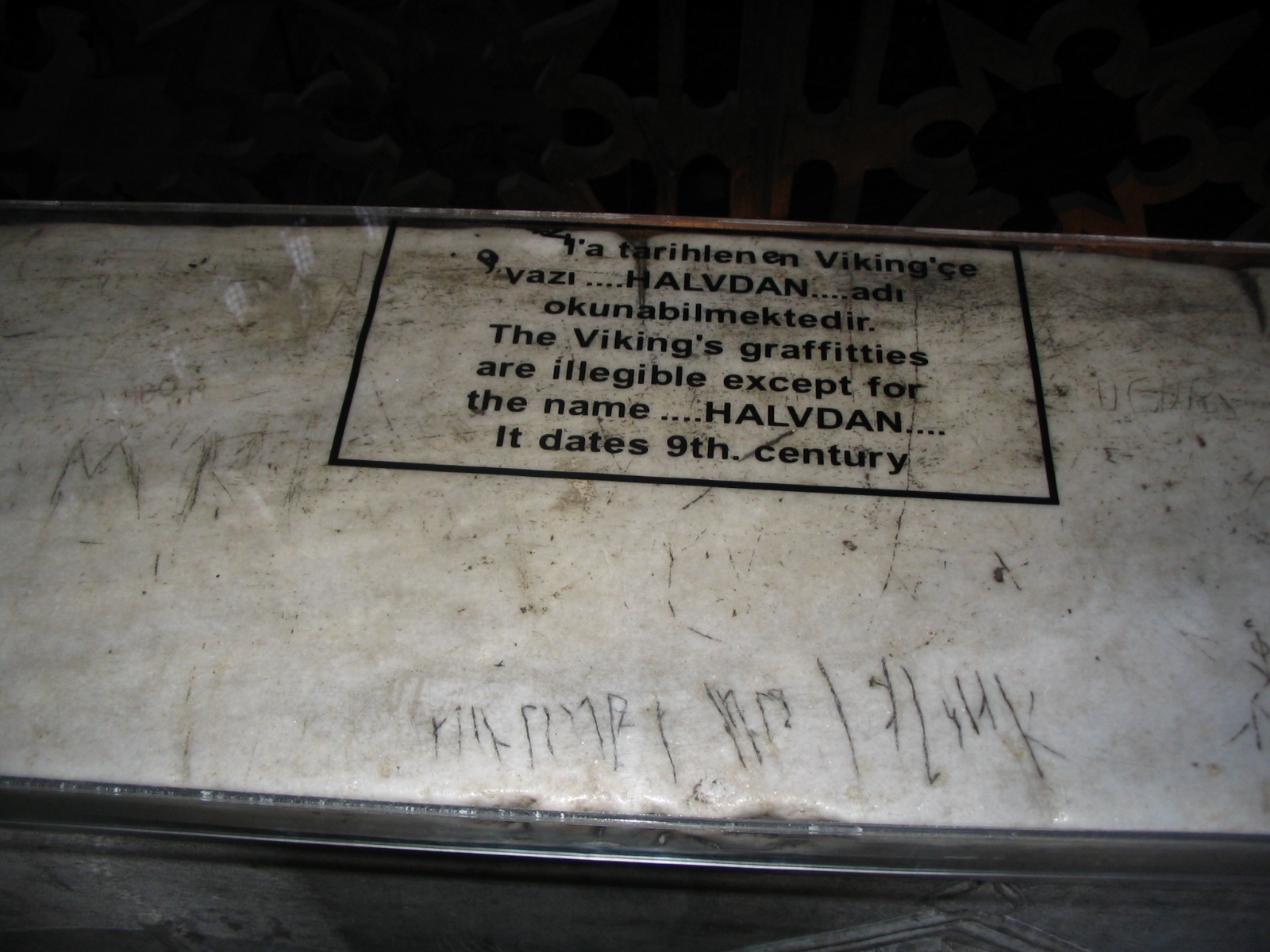
Halvdan-runorna är från 1000-talet (och inte från 800-talet, som det står i den engelska informationstexten)

Den första runinskriften upptäcktes 1964 på en balustrad i södra galleriets översta våning. Fyndet publicerades av Elisabeth Svärdström i Fornvännen 65 1970. Av inskriptionen är bara delar av förnamnet Halvdan läsligt '-alftan'. Väringarnas vanligaste inskription var "NN ristade dessa runor" och det är möjligt att inskriften i Hagia Sofia följt den formen. 
I samma balustrad upptäckte Folke Högberg 1975 ytterligare en runinskription. Inskriptionen återupptäcktes 1988 av Mats G. Larsson som publicerade dem i Fornvännen 84 följande år. Han bedömde inskriften som ofullständig och läste 'ari:k'. Enligt Larsson var detta början på "Are (gjorde dessa runor)". Högberg gjorde ursprungligen en annan uttolkning och fick 1997 stöd av Svein Indrelid som istället tolkade inskriptionen som "Árni", det vill säga Arne, en enkel signatur. Denna uttolkning bedöms idag som mer sannolik än Larssons.